# Мефенамовая кислота
Мефена́мовая кислота́ — лекарственное средство, нестероидный противовоспалительный препарат из группы фенаматов, обладает обезболивающим, противовоспалительным и жаропонижающим действием. Как и у большинства других НПВП, фармакологические свойства мефенамовой кислоты обусловлены ингибированием фермента циклооксигеназы. В готовых лекарственных формах может использоваться как сама кислота, так и её натриевая соль.
Часто вызывает нежелательные реакции (у 25 % больных), особенно со стороны желудочно-кишечного тракта. Характерной является диарея, сопряженная с воспалением толстого кишечника. Обладает нефротоксичностью, может вызывать гемолитическую анемию, аллергические реакции. У пожилых возможно развитие неолигурической почечной недостаточности, особенно при обезвоживании.
По состоянию на 2012 год, регистрация данного препарата в России аннулирована.